# Российское музыкальное издательство
«Российское музыкальное издательство» (РМИ, фр. Editions Russes de Musique) — нотоиздательство, созданное в 1909 году дирижёром Сергеем Кусевицким и его женой Наталией. У истоков издательства стоял также Сергей Рахманинов, возглавивший художественный совет издательства. Не вполне ясно, принадлежала ли идея создания издательства Кусевицкому или Рахманинову; по воспоминаниям А. В. Оссовского, инициатором был Рахманинов.

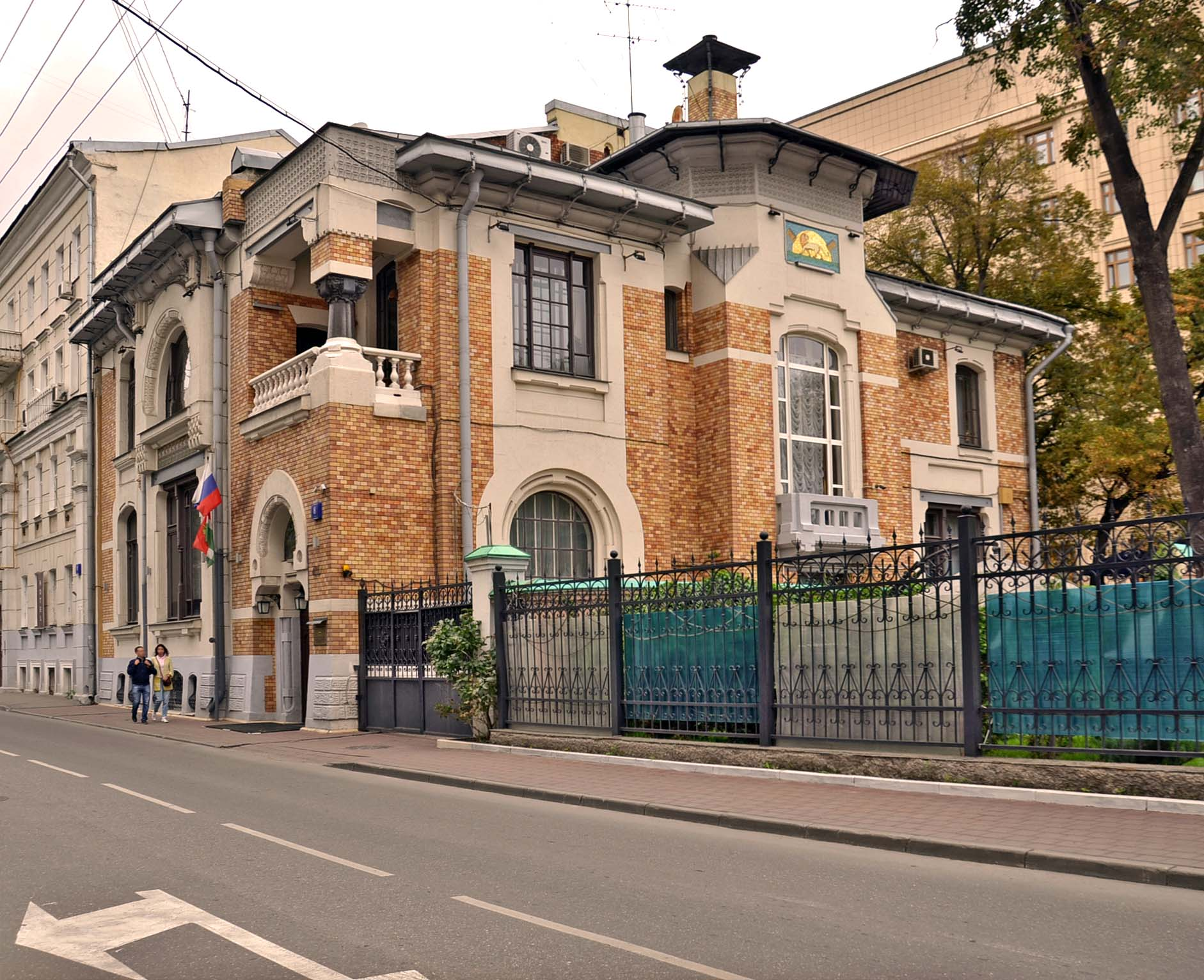
Особняк Кусевицких, где проходили собрания Совета издательства

Первоначально предполагалось, что издательство будет своего рода кооперативным предприятием композиторов, однако в таком виде проект оказался нереалистичным, и 25 марта 1909 года Кусевицкий зарегистрировал издательство как своё частное, совместное со своей женой Наталией Константиновной (приданое которой и составляло основу средств Кусевицкого). Регистрация издательства в Берлине была связана с тем, что Российская империя не подписала Бернскую конвенцию, тогда как при публикации в Германии права авторов и издателей охранялись по всему миру. Собственно печать в значительной степени также проходила в Германии (в Лейпциге). Совет издательства собирался, однако, в Москве, в особняке Кусевицких. В дальнейшем отделения издательства открылись также в Париже, Лондоне и Нью-Йорке.
Особенностью работы «Российского музыкального издательства» был коллегиальный характер принимаемых решений. Произведения принимались к публикации советом издательства, в который входили Кусевицкий, Рахманинов, Николай Метнер, музыковед Александр Оссовский и управляющий делами Николай Струве, а на определённых этапах также Александр Скрябин, Александр Гедике и Леонид Сабанеев. В виде исключения без голосования принимались к публикации произведения Метнера, Скрябина и Сергея Танеева; Рахманинов публиковал свои сочинения в издательстве «А. Гутхейль», которому был обязан как своему первому публикатору, и стал печататься в «Российском музыкальном издательстве» только после 1915 года, когда оно приобрело фирму К. А. Гутхейля (первым рахманиновским произведением, вышедшим в издательстве, стало «Всенощное бдение»).
Издательство в целом ориентировалось на позднеромантические тенденции в русской музыке — отвергнув, в частности, в 1915 году «Скифскую сюиту» Сергея Прокофьева, которую, впрочем, Кусевицкий опубликовал под маркой «А. Гутхейль» в 1923 году. Произведения Прокофьева начали публиковаться в РМИ только в 1925 году. В 1920-е годы в РМИ вышли также произведения Игоря Стравинского — партитуры балетов «Весна священная» и «Петрушка»), оперы «Царь Эдип» и др.
Помимо многочисленных нотных изданий, в 1913 году «Российское музыкальное издательство» выпустило этапный труд Н. А. Римского-Корсакова «Основы оркестровки с партитурными образцами из собственных сочинений» (под редакцией М. О. Штейнберга). Планировавшееся вслед за этим издание фундаментального коллективного сочинения «Очерки по истории русской музыки» не состоялось из-за трудностей военного времени.
С 1920 года «Российское музыкальное издательство» работало преимущественно в Париже. В 1938 году оно было приобретено британским издательством «Boosey & Hawkes».